# Cacoplistes
Cacoplistes is een geslacht van rechtvleugeligen uit de familie krekels (Gryllidae). De wetenschappelijke naam van dit geslacht is voor het eerst geldig gepubliceerd in 1873 door Brunner von Wattenwyl.

## Soorten
Het geslacht Cacoplistes omvat de volgende soorten:
- Cacoplistes brunnerianus Saussure, 1877
- Cacoplistes indicus Chopard, 1935
- Cacoplistes proximus Gorochov, 2003
- Cacoplistes derelictus Gorochov, 2003
- Cacoplistes rogenhoferi Saussure, 1877
- Cacoplistes westwoodianus Saussure, 1877